# 哈蒙德 (密蘇里州)
哈蒙德（英語：Hammond）是位於美國密蘇里州歐扎克縣的非建制地區。

## 歷史
哈蒙德的郵局於1894年設立，其後於1975年停運。

## 地理
哈蒙德所處的海拔為高於海平面227米（即745英呎），而該地所採用的時區為UTC-6，即北美中部時區（CST）。同時該地設有夏令時間，為UTC-6調快一小時，即UTC-5（CDT）。